# Johann August von Druchtleben
Johann August von Druchtleben (* 17. September 1680 in Braunschweig; † 7. August 1748 in Binderen in Brabant) war ein Militärführer in hannoverschen Diensten, Stadtkommandant und Festungskommandant von Göttingen.

## Leben
Druchtleben entstammte dem westfälischen Adelsgeschlecht Druchtleben, das einige Offiziere hervorbrachte und im Kreis Warburg schon 1662 auf Borgentreich und Hainholz ansässig war. Sein Vater Johann Gottfried von Druchtleben (1656–1717) war Generalmajor in Diensten des Hauses Braunschweig-Wolfenbüttel und 1698 Kommandierender General der Truppen der Hansestadt Hamburg. Seine Mutter Gertrud Sophia Amalia stammte aus der Familie von Bothmer.

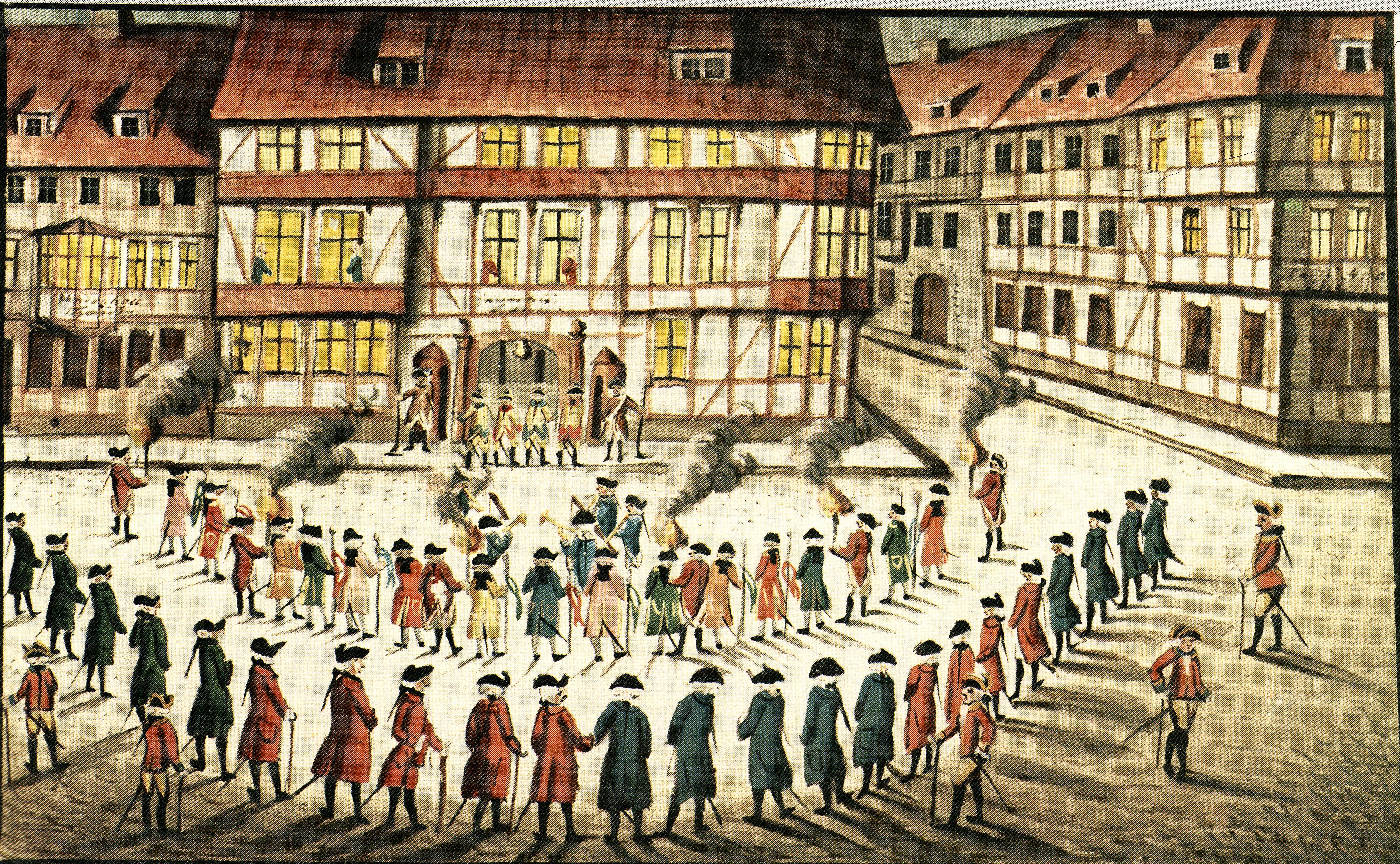
Göttinger Kommandantenhaus 1737

Johann August von Druchtleben ging bestimmungsgemäß ebenfalls zum Militär und wurde zunächst in Diensten von Braunschweig-Wolfenbüttel, dann Braunschweig-Lüneburg Kapitän, 1719 Kurhannoverscher Oberst und Chef eines von zwei in Göttingen liegenden Infanterie-Regimentern. Diese starke Position in der Stadt führte natürlich zu Reibungen zwischen dem Militär und den Stadtverordneten. Dieser eskalierte beispielsweise 1731, als Druchtleben als Eigentümer den Hardenberger Hof, ein Adelspalais aus dem Jahr 1592, verkaufen wollte und sich dazu von der Stadt eine Steuerbefreiung ausbat, die ihm nicht gewährt wurde. 1735 wurde er in Göttingen Brigadier, 1739 Generalmajor und 1742 wurde er als Generalleutnant Stadtkommandant von Göttingen. Nach seinem Tod in Brabant wurde er in der Kirche von Helmond beerdigt. Mit dem Tod seines Bruders, des Generalmajors Wilhelm Ludwig Druchtleben (1705–1773), starb die Familie in der Manneslinie aus. Von seinen sechs Töchtern heiratete die Älteste den hannoverschen Oberhauptmann Just Ludwig von Fabrice.